# Kombucha
Kombucha je pjenušavi čaj koji se koristi u ljekovite svrhe.
Kultura proizvodnje takvog čaja naziva se 酵母 (kombo, lit. "kvaščeva majka"). 
Dobiva se fermentacijom kvasca.

## Priprema
Dobiva se fermentacijom gljive kombucha u infuziji čajeva i šećera, u kojoj je baza čajeva zeleni seicha čaj.
Prve informacije o kombuchi datiraju još prije više od 2000 godina,a potječu iz Kine, gdje se taj napitak nazivao „Napitak besmrtnosti i eliksir života“.
Kombucha je prirodni adaptogen koji ima širok spektar djelovanja s ciljem vraćanja organizma u savršenu ravnotežu.
Sadrži: probiotike, vitamine B skupine, vitamin C,antioksidanse, aminokiseline,minerale,enzime i važne organske kiseline- glukuronsku, glukonsku, mliječnu, octenu, usninsku, jabučnu, maslačnu i oksalnu.

## Djelovanje
Jača imunološki sistem, detoksicira (izbacuje toksine i teške metale iz tijela), ima antitumorsko djelovanje, regulira metabolizam i probavu, snizuje krvni tlak,                sprječava propadanje crijeva, pomaže kod upale zglobova, artritisa, reumatizma, vrlo je učinkovit kod dugotrajne glavobolje, migrena, pomaže kod ateroskleroze, srčanog infarkta, smetnji s hemoroidima, pomaže kod menstrualnih grčeva, olakšava smetnje u menopauzi, smanjuje tjelesnu težinu ubrzavajući sagorijevanje masnoća, pomaže u borbi protiv celulita,   smanjuje bore, smanjuje žučne i bubrežne kamence, smanjuje šećer, kolesterol i trigliceride, djeluje kao prirodni antibiotik, djeluje antistresno, za održavanje vitalnosti organizma; podizanje fizičke i psihičke energije, kod sportaša-usporava umor jer ubrzava izlučivanje mliječne kiseline iz mišića, kod problema s kožom i kosom-može se koristiti kao oblog, kao antiseptik za rane i ogrebotine, kao tonik za lice i protiv osipa.
Učinak djelovanja gljive se općenito može opaziti nakon nekoliko tjedana pijenja napitka jer poboljšava opće stanje organizma.
Preporučeno konzumiranje je 3 puta po 1 dcl dnevno; ujutro natašte, iza ručka i iza večere ili prije spavanja.

## Vanjske poveznice
- Kombucha kao dodatak prehrani  Arhivirana inačica izvorne stranice od 6. prosinca 2014. (Wayback Machine)
- Ljekovita čajna gljiva  Arhivirana inačica izvorne stranice od 3. siječnja 2012. (Wayback Machine)